# 蘭童セル
蘭童 セル（らんどう セル、1961年9月25日 - ）は、日本の女優。蘭堂は誤記。
勝アカデミー出身。第二次演劇団などで舞台を踏み、ピンク映画やロマンポルノで活躍。

## 出演作品

### 映画
- 美加マドカ 指を濡らす女（劇団の少女）
- ROCK is SEX さらば相棒（敬子）
- 痴漢電車 満員豆さがし
- 恋の味をご存じないのね
- セーラー服鑑別所（一美）
- 色情海女 ふんどし祭り（雅代）
- 新妻を縛る
- 痴漢女教師
- 色情海女 ふんどし祭り
- セックスハンター 性狩人（リエ）
- 赤い通り雨（はるみ）
- 女子大生 快楽 あやめ寮（ゆかり）
- テクノ女子学生 ノーブラ遊び
- 痴漢電車 奥までつめて
- 異常な指 やめて!
- 犯された性春 失神
- 女高性 不純異性交遊
- セミドキュメント 特訓・名器づくり
- 非行看護婦
- 乱熟ポルノ 潮吹き三姉妹
- 女高生若い獣たち

### テレビドラマ
- ザ・ハングマン